# Серебряков Олександр Борисович
Олександр Борисович Серебряков (фр. Alexandre Borissovitch Serebriakoff, рос. Александр Борисович Серебряков; 7 вересня 1907, Нескучне, нині Харківського району Харківської області — 10 січня 1995, Париж) — російський живописець, аквареліст і декоратор. Емігрував до Франції після Російської революції, син Зінаїди Євгенівни Серебрякової. 

## Біографія

### Дитячі роки
Олександр Серебряков народився 7 вересня 1907 року в родинному маєтку Нескучне Харківської губернії. Його родовід походить від видатної династії скульпторів, архітекторів і художників Бенуа-Лансере-Серебрякови.  
Батько, Борис Анатолійович (1880—1919). Мати, Зінаїда Євгенівна Серебрякова (уроджена Лансере) — відома художниця, твори якої увійшли до класики світового живопису. Бабуся Катерина Миколаївна Лансере — займалася графікою й живописом, походила з французького роду Бенуа.   
Олександру Серебрякову було сім років, коли спалахнув Жовтневий переворот.    
1920 року переїжджає разом з матір'ю, братом і двома сестрами до Петрограда, щоб спробувати вижити. 1924 року мати, Зінаїда Серебрякова, виїжджає до Парижа. 1925 року Олександр і його сестра Катерина приєдналися до неї.

### Життя в еміграції
Олександр Євгенович спеціальної художньої освіти не здобув, але основні мистецькі навички отримав у родині й самостійно. У Парижі розпочав свою кар′єру як декоратор інтер’єрів. 1928 року дебютував на виставці російських художників у французьких галереях, згодом експонував свої твори в Празі й Брюсселі. Наступні роки він проживав разом із родиною в Камаре-сюр-Мер і Конкарно. У творчій діяльності дотримувався художніх традицій майстрів товариства «Світ мистецтва». Співпрацював із Олександром Бенуа та Кристіяном Бераром.
Олександр Серебряков похований поряд із матір'ю Зінаїдою Серебряковою на російському цвинтарі в Сент-Женевіє-де-Буа. 

## Вибрані твори
Акварельні й темперні пейзажи Франції, Бельгії, Нідерландів, Німеччини, Італії: 
- «Палац» — 1946; папір, акварель; розмір 48х36 см. Зберігається у приватній колекції, Москва.
- «Сад Тюїльрі» — 1931; картонний папір, гуаш, графітний олівець; розмір 47х60см. Приватна колекція, Москва.

Зображення детального інтер'єру французьких палаців і костюмованих балів: 
- «Интер′єр» — 1948; папір, акварель білило, туш, перо, графітний олівець, лак; розмір 34,2х65,6 см. Приватна колекція, Москва.

Оформлення інтер′єрів музеїв, магазинів, маєтків, паркових павільйонів: 
- 1934–1935 рр. оформлював інтер′єр маєтку барона Брауера під Брюсселем разом із Зінаїдою Серебряковою.
- 1941 року разом із архітектором Емілєм Террі працював над декоративним оформенням окремих інтер′єрів і паркових павільйонів палацу Шато де Груссе (фр. Chateau de Groussay) недалеко Версалю.

Створення декоративних панно, монументальних розписів: 
- 1931 року після завершення Колоніальної виставки в Парижі, написал серію великих декоративних панно для паризького Колоніального музею (фр. Palais de la Porte Dorée).

Ілюстрації книг для французьких, американських і бельгійських видавництв, співпраця з журналами мод: 
- альбом для детей (1934)

- вірші Лоллі Львова / Lolly Lvov (1938)
- «Сутінки Богів» (1938)
- книга Олександра Попова «Григорій Орлов: історична поема» видана в Парижі 1946 року. Спільно з Олександром Бенуа.

Праця художника в театрі й кіно: 
- 1932 — оформлення Лувра й саду Тюїльрі у фільмі "Pas sur la bouche"
- 1935 — Алея зірки до фільму "Барнабе"
- 1946 року оформлення балету «Сильфіда» Жана Шнайцхофера
- 1950 року — балет «Жизель» Адольфа Адана

Серія географічних карт: 
- 1926 року виконав серію географічних карт для тимчасових виставок у Музеї декоративного мистецтва в Парижі.